# Elijah Just
Elijah Henry Just (1º maggio 2000) è un calciatore neozelandese, centrocampista del Motherwell.

## Caratteristiche tecniche
È un'ala destra.

## Carriera

### Club
Nella stagione 2018-2019 totalizza 20 presenze e 7 reti nella prima divisione neozelandese con l'Eastern Suburbs; nella stagione 2020-2021 gioca all'Helsingør, club della seconda divisione danese.

### Nazionale
Con la nazionale Under-20 neozelandese ha preso parte al campionato mondiale di calcio Under-20 2019. Nel medesimo anno ha anche esordito in nazionale maggiore, segnando tra l'altro una rete nelle qualificazioni ai Mondiali del 2022.

## Palmarès

### Club

#### Competizioni nazionali
- Campionato neozelandese: 1

Eastern Suburbs: 2018-2019

### Nazionale
- Coppa d'Oceania: 1

Figi/Vanuatu 2024